# 패럴림픽 미국 선수단
패럴림픽 미국 선수단은 미국 대표로 패럴림픽에 참가하는 선수단이다.

## 같이 보기
- 올림픽 미국 선수단